# Winchester Model 1200
Model 1200 và Model 1300 là hai loại shotgun nạp đạn kiểu bơm được sản xuất bởi công ty Winchester-Western Division thuộc Tập đoàn Olin ở Mỹ. Súng sử dụng nhiều loại đạn khác nhau, chẳng hạn như 12, 16 và 20 gauge. Phiên bản quân sự của 1200 có khả năng gắn lưỡi lê vào phần nòng súng để sử dụng trong tác chiến ở cự ly gần.

## Lịch sử
Winchester Model 1200 được giới thiệu vào năm 1964 như một sự thay thế chi phí thấp cho Model 12. Một số ít khẩu đã được mua lại bởi quân đội Hoa Kỳ vào năm 1968 và 1969. Phiên bản quân sự của Model 1200 cũng tương tự như phiên bản dân sự, chỉ khác ở chỗ nó có một tay cầm thông khí, móc khoá dây đeo cùng một chiếc lưỡi lê. Khẩu súng "kế nhiệm" của Model 1200 là Winchester Model 1300 được thiết kế vào năm 1983, khi U.S. Repeating Arms Company trở thành nhà sản xuất súng cầm tay Winchester. Quá trình sản xuất Model 1300 đã ngừng vào năm 2006, khi USRAC bị phá sản.

## Mô tả
Winchester Model 1200 có chiều dài nòng 30 inch, hoặc 28 inch nếu được gắn nòng choke, sử dụng loại đạn 12, 16 hoặc 20 gauge, thuộc loại shotgun nạp đạn kiểu bơm. Nạp đạn kiểu trượt, hay nạp đạn kiểu bơm, là một cơ chế nạp đạn trong đó shotgun được vận hành bởi một "tay cầm làm bằng gỗ hoặc nhựa tổng hợp được gọi là fore-end". Fore-end nằm ở phía dưới nòng súng và kéo tới lui từ trước ra sau. Súng có thể chứa tổng cộng tối đa năm viên đạn với bốn viên trong ống và một viên trong nòng (trong khi Model 1300 thì lại chứa 6 viên đạn loại 2-3/4"). Nó không có búa nằm ở phía ngoài. Tuy nhiên, trong súng lại có một cái búa dùng để đập trúng kim hỏa và chọc vào miếng đồng mềm ở đuôi đạn, làm cháy thuốc súng.
Model 1200 là khẩu shotgun thứ hai sử dụng khoá nòng quay với bốn chốt khóa có trong nòng súng (AR 17 là khẩu súng đầu tiên sử dụng cơ chế này). Ngoài ra, nó cũng là loại shotgun đầu tiên của Winchester sử dụng hệ thống ống giảm độ tỏa đạn Winchoke được cấp bằng sáng chế của công ty, cùng với một ống thay đổi nhanh giúp thay thế các phụ kiện nòng dễ dàng.

## Lưỡi lê
Một chiếc lưỡi lê có thể được gắn vào phía trước nòng súng trên phiên bản quân sự của Model 1200. Công dụng chính của nó là để chiến đấu tầm gần, bảo vệ tù nhân và đàn áp bạo loạn. Loại lưỡi lê thường được sử dụng phổ biến nhất trên Model 1200 là lưỡi lê M1917. Sau khi Chiến tranh thế giới lần thứ nhất kết thúc, một số lượng lớn các lưỡi lê M1917 trở nên dư thừa vì Lục quân Hoa Kỳ đã quyết định sử dụng khẩu M1903 Springfield làm súng trường tiêu chuẩn. Lưỡi lê M1917 không phù hợp để gắn lên súng trường Springfield, vì vậy nên thay vì loại bỏ M1917, Lục quân Hoa Kỳ đã quyết định chế tạo những khẩu shotgun mới có thể tương thích với chúng. Loại Model 1200 được gắn lưỡi lê và sườn thông khí vẫn còn nằm trong kho của Lục quân Hoa Kỳ vào cuối chiến tranh Iraq năm 2003. Trong cuộc chiến, Model 1200 đã bị thay thế bởi khẩu Mossberg 500.

## Biến thể
- Model 1200: Phiên bản tiêu chuẩn với ống đạn 4 viên.
- Model 1200 Defender: Phiên bản có lượng đạn 6 viên (6 viên loại 3" hoặc 7 viên loại 2&3/4").
- Model 1200 Police: Biến thể tăng năng suất của Model 1200 Defender với nòng và ống chứa đạn satin mạ niken điện phân.
- Model 1200 Marine: Biến thể tăng năng suất của Model 1200 Defender với nòng và ống chứa đạn được đánh bóng mạ niken.
- Model 1200 Riot: Phiên bản tiêu chuẩn có nòng 18.5" cùng với đầu ruồi súng trường. Ống đạn và nòng Model 12 Riot được làm bằng thép xanh, trên nòng súng được khắc chữ "Riot".
- Ted Williams Model 200: Mẫu Model 1200 tiêu chuẩn được bán bởi Sears.
- Model 1200 Hunting: Có nòng 28 inch với một ống giảm tỏa đạn và ống đạn 5 viên.
- Model 1300: Phiên bản nâng cấp với ống đạn có số lượng lên đến 6 viên.
- Model 1300 Defender: Biến thể tăng năng suất của Model 1300 với ống đạn 7 viên.
- Model 1300 Marine: Biến thể tăng năng suất của Model 1300 với ống đạn và nòng súng niken được mạ điện.
- Ngoài ra còn nhiều biến thể Model 1300 khác nhau.[9][10]
- Model 2200: Model 1200 với báng và nòng súng có chiều dài đầy đủ, được sản xuất để bán cho thị trường súng đạn Canada.
- Model 120: Biến thể có báng cố định được làm bằng gỗ bạch dương, được bán tại các cửa hàng bách hóa khác nhau, chẳng hạn như K-Mart.
- Ranger Model 120: Biến thể có báng cố định được làm bằng gỗ cứng, được bán tại các cửa hàng bách hóa khác nhau, chẳng hạn như Cabelas & K-Mart.
- Model 12 Ranger: Là phiên bản nhỏ hơn của Model 120.

## Các nước sử dụng
- Hoa Kỳ[11]
- Argentina
- Úc
- Bangladesh
- Campuchia
- Canada
- Cộng hoà Séc: Một số lượng nhỏ được sử dụng bởi Lực lượng vũ trang Séc.[12]
- Ai Cập
- Pháp
- Hungary
- Ấn Độ
- Indonesia
- Nhật Bản
- Jordan
- Kazakhstan
- Hồng Kông
- Libya
- Malta
- Mexico
- Mongolia
- Myanmar
- Nepal
- New Zealand
- Peru: Model 1300 Defender được sử dụng bởi các lực lượng đặc biệt.[13]
- Qatar
- Nga: Từ ngày 14 tháng 8 năm 1992[14] đến tháng 3 năm 2006[15] Winchester 1300 được sử dụng trong các công ty an ninh tư nhân.[16]
- Hàn Quốc
- Thái Lan
- Lào
- Việt Nam